# Європейський центр Солідарності

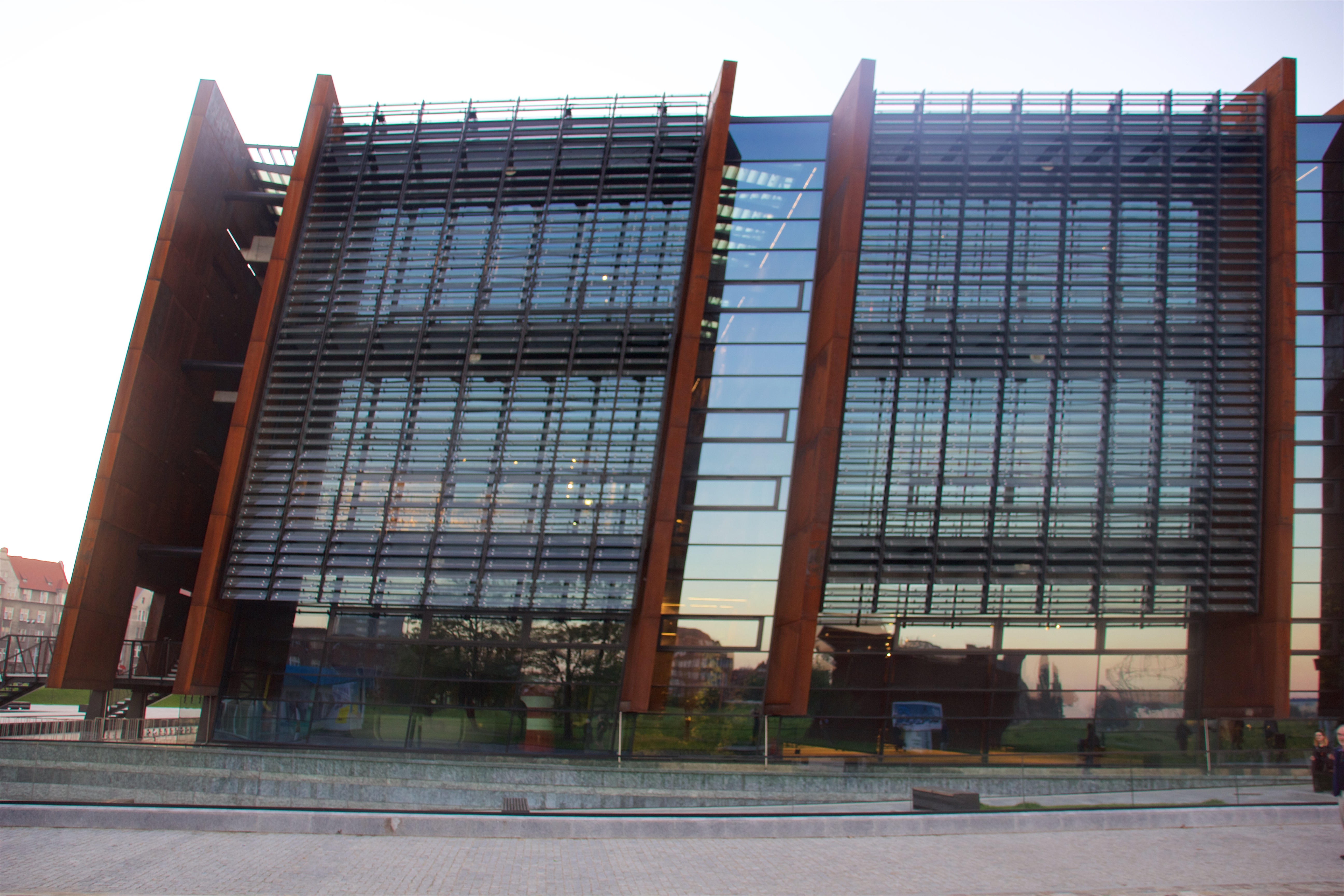
Фасад Центру, 2015 рік

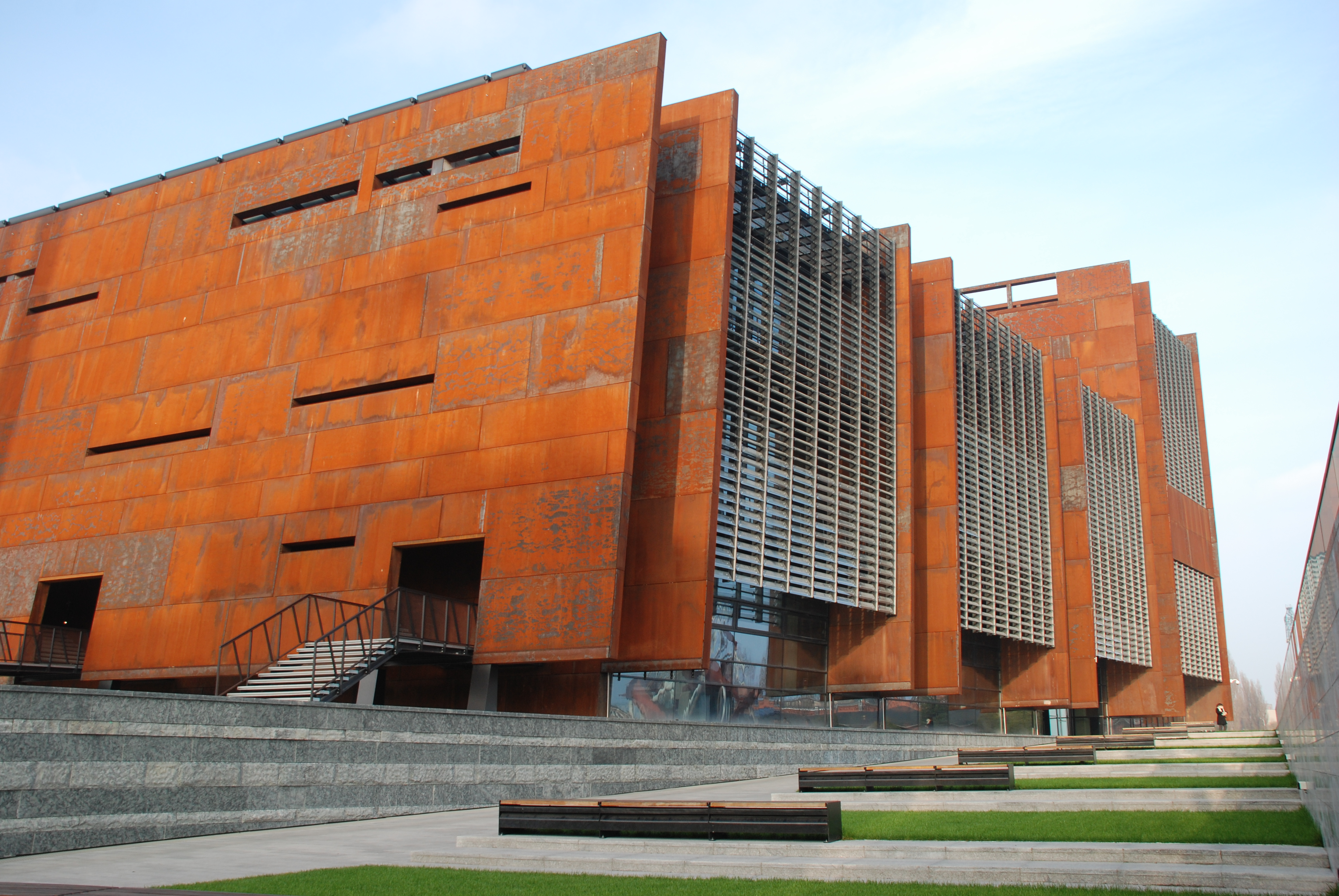
Будівля Центру, 2014 рік

Європейський центр солідарності (пол. Europejskie Centrum Solidarności) — музей та бібліотека у місті Гданськ, Польща, присвячені історії польської профспілки і руху громадянського опору Солідарність та інших опозиційних рухів Східної Європи. Відкрився 31 серпня 2014 року.

## Історія
В 2007 році був проведений міжнародний конкурс на кращий проект, в якому перемогу здобула польська компанія FORT Architects. За задумом стіни будівлі виконані з листової сталі, що застосовується у суднобудуванні, нефарбованої і іржавої. Будівництво розпочалося у 2010 році і коштувало 229 мільйон злотих, з яких 113 мільйонів були надані Європейським Союзом.
Церемонія відкриття відбулася 31 серпня 2014 року, в річницю підписання Гданської угоди. У церемонії взяли участь Лех Валенса, співзасновник Солідарності, згодом і президент Польщі, чинні президент Польщі Броніслав Коморовський і голова Солідарності Петро Дуда.